# Hanno Koffler
Cet article possède un paronyme, voir Kofler.
Hanno Koffler est un acteur et musicien allemand, né le 25 mars 1980 à Berlin.

## Filmographie

### Cinéma

#### Longs-métrages
- 2002 : REC - Kassettenjungs/Kassettenmädchen de Marco Kreuzpaintner : Björn
- 2003 : Ganz und gar de Marco Kreuzpaintner : Micha
- 2003 : Anatomie 2 de Stefan Ruzowitzky : Willi Hauser
- 2004 : Summer Storm (Sommersturm) de Marco Kreuzpaintner : Malte
- 2005 : Hallesche Kometen de Susanne Irina Zacharias : Ben
- 2006 : Rabenbrüder de Bernd Lange : Mark Kiefer
- 2008 : Baron Rouge (Der rote Baron) de Nikolai Müllerschön (en) : Lehmann
- 2008 : Le Maître des sorciers (Krabat) de Marco Kreuzpaintner : Juro
- 2009 : Unter Strom de Zoltan Paul : Frankie Huber
- 2011 : Qui, à part nous (Wer wenn nicht wir) de Andres Veiel : Uli Ensslin
- 2013 : Free Fall (Freier Fall) de Stephan Lacant : Marc Borgmann
- 2014 : Coming In de Marco Kreuzpaintner : Adrian
- 2017 : Werk ohne Autor de Florian Henckel von Donnersmarck : Günther Preusser

#### Courts-métrages
- 2001 : Mein lieber Herr Gesangsverein de Marcel Neudeck
- 2011 : Eine lange Nacht de Jan Haering : Hannes

### Télévision

#### Téléfilms
- 2002 : Die Dickköpfe de Walter Bannert : Ricky Mühldorfer
- 2005 : Charlotte und ihre Männer de Dirk Kummer : Jacko
- 2008 : Nacht vor Augen de Brigitte Bertele : David
- 2009 : Jenseits der Mauer de Friedemann Fromm : Victor
- 2010 : Keiner geht verloren de Dirk Kummer : Max
- 2012 : Auslandseinsatz de Till Endemann : Ronnie Klein
- 2013 : Lotta & die frohe Zukunft de Gero Weinreuter : David Bülow
- 2014 : Marie Brand und das Mädchen im Ring de Josh Broecker : Ralle Schröder

#### Séries télévisées
- 2004 : Einsatz in Hamburg : Mario Willut (saison 1, épisode 5 : Bei Liebe Mord)
- 2005-2014 : Tatort : Robbi Sonner (2005), Kommissaranwärter Moritz Fleiner (2009) et Türsteher (2014) (3 épisodes)
- 2010 : Countdown (Countdown - Die Jagd beginnt) : Roman Böttcher  (saison 1, épisode 2 : Sniper)
- 2012 : Küstenwache : Magnus Runge  (saison 15, épisode 16 : Zerstörte Träume)
- 2012 : Die Draufgänger : Steven  (saison 1, épisode 4 : Uneasy Rider)
- 2019 : Der Pass
- 2023 : Transatlantique : Hans Fittko (3 épisodes)

## Distinctions

### Récompenses
- Festival international du cinéma de Durban 2008 : Meilleur acteur pour Nacht vor Augen

### Nominations
- Deutscher Filmpreis 2014 : Meilleur acteur dans un second rôle pour Free Fall